# Haus Solms

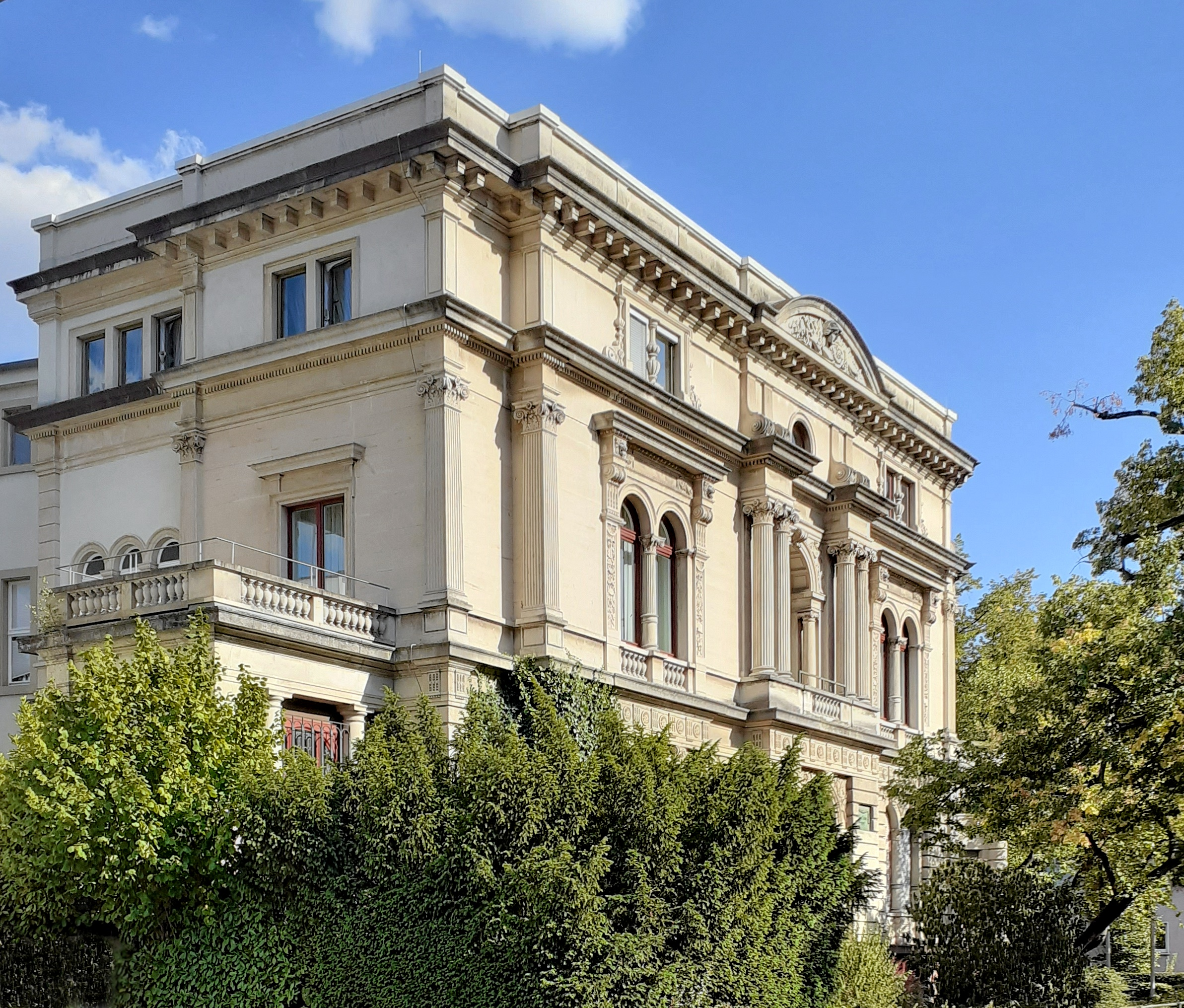
Haus Solms, Ansicht von Nordwesten

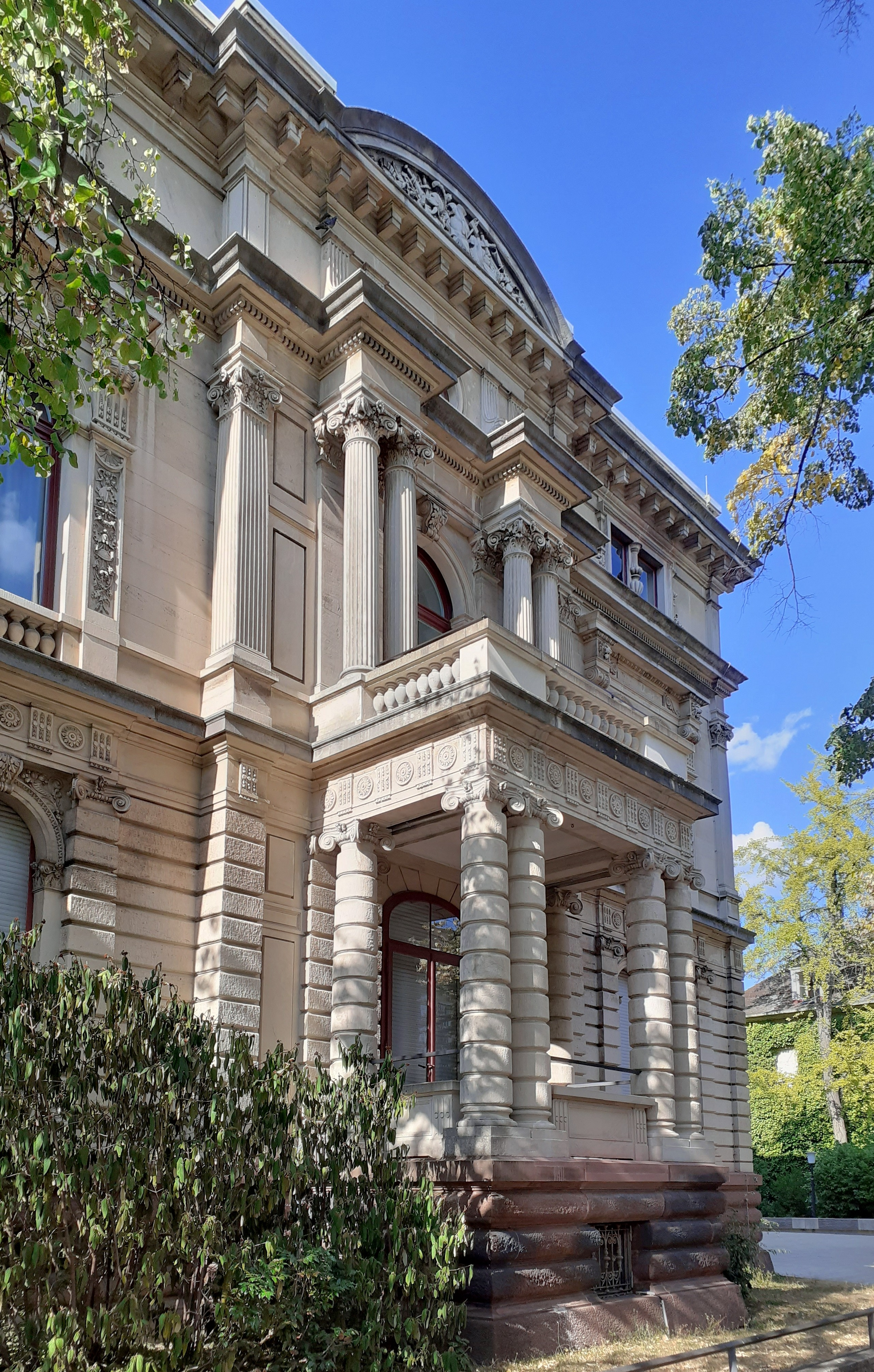
Südfassade

Das Haus Solms, auch Palais Solms genannt, ist ein historistisches Wohnhaus in Karlsruhe. Das Gebäude in der Bismarckstraße dient nach mehreren Eigentümerwechseln seit 1946 als Gästehaus der Stadt Karlsruhe.
Das Haus wurde 1881/1882 als Alterssitz des Industriellen Georg Heimburger errichtet. Der Karlsruher Architekt Gustav Ziegler kombinierte in der architektonischen Gestaltung Elemente der Romanik, etwa große Rundbogenfenster, mit barocken und Renaissance-Reminiszenzen. Unter den Giebeln der Vorbauten sind allegorisierende Reliefs zu sehen. Hermes, der griechische Gott der Händler und Diebe, der an der Fassade zur Reinhold-Frank-Straße hin zu sehen ist, weist wohl ebenso auf die Biografie des ersten Hauseigentümers Heimburger hin wie die Symbole für Handel und Industrie – ein Schiffsbug, eine Weltkugel und ähnliche Elemente. An der Fassade zur Bismarckstraße findet sich Reliefschmuck, der eher an die kriegerischen Aktivitäten im Deutsch-Französischen Krieg 1870/1871 erinnert.
Die innenarchitektonische Ausstattung des Palais geht zum großen Teil auf den zweiten Eigentümer zurück, den Künstler und Kunstgewerbler Hermann Götz, der das Bauwerk als Heimburgers Schwiegersohn 1895 übernahm. Bemerkenswert sind dabei die Stuck- und Holzdecken sowie diverse wertvolle Möbel.
1902 erwarb Graf Max Otto Gustav zu Solms-Sonnenwalde-Raesa das Palais, das heute nach ihm benannt ist. Das kinderlose Ehepaar wollte es der Stadt Karlsruhe vermachen, die Witwe war aber in der Inflationszeit gezwungen, es zu verkaufen. Seit 1931 befand sich das Museum Solms darin, zeitweise auch ein Scheffel-Museum, das heutige Museum für Literatur am Oberrhein, und das Karlsruher Stadtarchiv, ehe es nur noch für repräsentative Zwecke verwendet wurde. Über 1000 standesamtliche Eheschließungen finden jährlich in den verschiedenen Sälen und Zimmern des Gebäudes statt.
Zur wertvollen künstlerischen bzw. kunsthandwerklichen Ausstattung des Hauses gehören Porträts der Eltern der Gräfin von Solms-Sonnenwalde-Raesa von Franz von Lenbach sowie Porzellan-, Glas-, Silber- und Emaillegefäße aus dem 17. Jahrhundert.